# Витензон, Александр Айзикович
Александр Витензон (литературный псевдоним Александр Витов, настоящее имя Зискинд Айзикович Витензон; 22 октября 1906, Витебск — 6 июня 1999) — советский кинематографист, сценарист и редактор.

## Биография
Родился в Витебске в семье маляра. С 26 июня 1941 года служил начальником отдела армейской жизни газеты «Боевая тревога» и редактором дивизионной газеты «За Советскую Родину» 11-й гвардейской армии на Белорусском фронте, гвардии майор. Награждён орденом Красной Звезды (1944), орденом Отечественной войны II степени (1945), медалями. Демобилизован в 1946 году.
Был главным редактором Главного Управления по производству художественных фильмов (ГУПХФ), курировал вопросы, связанные с деятельностью киностудии «Ленфильм».

## Семья
- Жена — Гита Файбишевна Сапгир (1906—?), математик, родом из семьи витебских фабрикантов.
  - Дочери — Жанна Зискиндовна Витензон, сценарист-мультипликатор; Наталия Зискиндовна Борисова (род. 1940).
- Брат — Яков Айзикович Витензон (1910—1941), с 1934 года технический инспектор весоизмерительной лаборатории Всесоюзного НИИ метрологии имени Д. И. Менделеева (ВНИИМ), в 1939—1941 годах начальник Волховского межрайонного отделения ВНИИМ; погиб в боях за Ленинград на Лужском рубеже[4]. Его дочь — Тамара Яковлевна Самусевич (1931—?), метролог[5].
- Племянник — поэт Генрих Сапгир.

## Фильмография

### Редактор
- 1936 — Депутат Балтики
- 1936 — Великий гражданин
- 1937 — Возвращение Максима
- 1938 — Выборгская сторона
- 1938 — Пётр I
- 1950 — Мусоргский
- 1950 — Римский-Корсаков
- 1954 — Большая семья
- 1955 — Овод
- 1955 — Дело Румянцева

### Сценарист
- 1940 — Сибиряки
- 1957 — Заноза
- 1957 — Полесская легенда
- 1958 — Отцы и дети
- 1961 — На берегах Ингури
- 1963 — Кто оседлает коня
- 1969 — Главный свидетель
- 1972 — Лесная баллада